# Benny Odinga
Bernardus (Benny/Ben) Odinga (Leeuwarden, 22 december 1919 – aldaar, 20 november 2003) was een Nederlands politicus van de PvdA.
Hij werd geboren als zoon van Klaas Odinga (1898-1962) en Hijlkje Klaassen (1898-1982). In 1929 verhuisde het gezin naar Huizum (destijds de hoofdplaats van de gemeente Leeuwarderadeel) waar zijn vader een boekhoud- en belastingkantoor had. Na de mulo kon hij in 1936 door de crisis aanvankelijk geen werk vinden maar uiteindelijk ging hij werken bij een verzekeringskantoor. Tijdens een deel van de Tweede Wereldoorlog was hij ondergedoken en daarna was hij werkzaam bij een districtsbureau verzorging oorlogsslachtoffers. Kort daarop werd hij met de Eerste Divisie 7 December naar Nederlands-Indië gezonden. Hoewel hij gewetensbezwaren had, is hij toen toch gegaan. Terug in Nederland ging hij werken bij de gemeentesecretarie van Leeuwarden. Daarnaast was hij vanaf de jaren 60 actief binnen de PvdA. In 1962 werd hij penningmeester van de afdeling Leeuwarden maar hij is ook van 1965 tot 1978 secretaris geweest van het gewest Friesland. In 1969 ging hij als personeelsconsulent werken bij de gemeentelijke politiekorpsen in Friesland. Van 1978 tot 1982 was hij lid van de Provinciale Staten van Friesland. In dat laatste jaar werd hij waarnemend burgemeester van de gemeente Utingeradeel die in 1984 bij de gemeentelijke herindeling van Friesland werd opgeheven. Odinga overleed eind 2003 na een kort ziektebed op 83-jarige leeftijd.